# Rivière des Pins (vattendrag i Kanada, Québec, lat 46,83, long -72,27)
Rivière des Pins är ett vattendrag i Kanada.   Det ligger i provinsen Québec, i den sydöstra delen av landet, 300 km nordost om huvudstaden Ottawa.
I omgivningarna runt Rivière des Pins växer i huvudsak blandskog. Runt Rivière des Pins är det mycket glesbefolkat, med 7 invånare per kvadratkilometer.